# Rivière Lepallier
Rivière Lepallier är ett vattendrag i Kanada.   Det ligger i provinsen Québec, i den östra delen av landet, 700 km norr om huvudstaden Ottawa.
Trakten runt Rivière Lepallier består huvudsakligen av våtmarker. Trakten runt Rivière Lepallier är nära nog obefolkad, med mindre än två invånare per kvadratkilometer.